# Xiazhu Shuiku
Xiazhu Shuiku (kinesiska: 下竹水库) är en reservoar i Kina. Den ligger i provinsen Guangdong, i den södra delen av landet, omkring 180 kilometer nordväst om provinshuvudstaden Guangzhou. I omgivningarna runt Xiazhu Shuiku växer i huvudsak städsegrön lövskog.
Genomsnittlig årsnederbörd är 2 331 millimeter. Den regnigaste månaden är maj, med i genomsnitt 365 mm nederbörd, och den torraste är oktober, med 47 mm nederbörd.